# مستعمرة

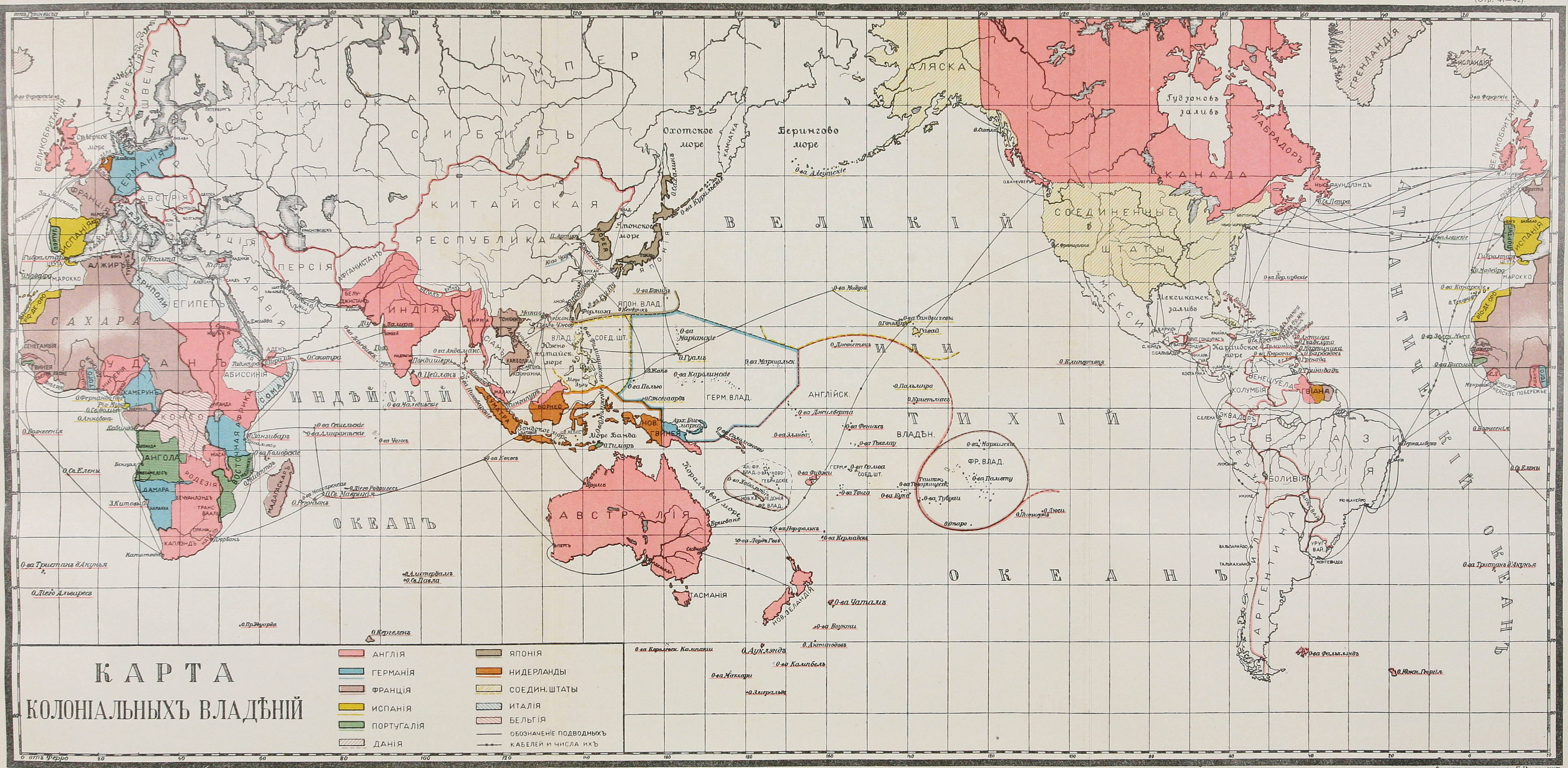

في السياسة والتاريخ، تعرف المستعمرة بأنها الأراضي الواقعة تحت السيطرة السياسية المباشرة للدولة. أما في حال المستعمرات القديمة، كانت المدن الدول تنشئ مستعمراتها الخاصة. بعض المستعمرات بلدان تاريخية، بينما مستعمرات آخرى لم تمتلك كياناً مستقلاً خاصاً بها. الدولة الحضرية (المتروبولية) هي الدولة التي تملك المستعمرة. في اليونان القديمة، دعيت المدينة التي أسست مستعمرة باسم متروبوليس. البلد الأم إشارة إلى الدولة المتروبولية من وجهة نظر المواطنين الذين يعيشون في مستعمرتها. توجد قائمة الأمم المتحدة للأقاليم غير المتمتعة بالحكم الذاتي.
تدار المستعمرة غالباً من قبل دولة أخرى أو يمكن أن تدار بشكل مستقل. وخلافاً للدولة الدمية أو الدولة التابعة، لا تمتلك المستعمرة تمثيلاً دولياً مستقلاً، وتخضع أعلى إدارتها للسيطرة المباشرة للدولة الحضرية.
مصطلح «مستعمرة غير رسمية» يستخدم من قبل بعض المؤرخين لوصف البلد الذي يقع تحت سيطرة الأمر الواقع لدولة أخرى، رغم أن هذا الوصف غالباً ما يكون مثيراً للجدل.
مفهوم المستعمره:
هي بلد يتعلق سياسيا بالوطن الام وهي كلمه يونانيه الاصل تعود إلى العصر الذي كانت المدن اليونانيه تبعث فيه بالمستوطنين إلى خارج اليونان في آسيا الصغرى وجنوب إيطاليا
نشاة المستعمره:
اسطاعت بعض الشعوب القديمة مثل اليونان ان تبعث بالمستوطنين خارج اليونان في آسيا الصغرى وجنوب إيطاليا وتؤسس مستعمرات لهم فيها